# Japans damlandslag i ishockey
Japans damlandslag i ishockey representerar Japan i ishockey för damer. 
I april 1987 deltog Japan vid en internationell turnering i Kanada, och spelade då sina första damlandskamper . Då orten Nagano i Japan arrangerade Olympiska vinterspelen 1998 deltog Japan i OS-ishockeyturneringen som direktkvalificerat hemmalag, och slutade sist av de sex deltagande lagen efter att ha förlorat alla sina OS-matcher det året. Man deltar i VM 2008.
Japan rankades som tia i världen 2006.